# Batang Quiapo
Batang Quiapo ist eine philippinische Fernsehserie, die seit dem 13. Februar 2023 auf Kapamilya Channel ausgestrahlt wird.

## Hintergrund
Ein junger Mann steigt zu einem der größten Gesetzlosen in der Nachbarschaft auf, während er sich seinen Weg durchs Leben bahnt, um in Quiapo zu überleben. In der Hoffnung, die Zuneigung seiner Eltern zu gewinnen, bringt ihn seine Leistung der Wahrheit über seine Identität näher.

## Besetzung
| Schauspieler | Rolle                                                                          |
| ------------ | ------------------------------------------------------------------------------ |
| Coco Martin  | Hesus Nazareno „Tanggol“ A. Dimaguiba / Hesus Nazareno „Tanggol“ A. Montenegro |
| Lovi Poe     | Monica/Monique „Mokang“ Dimaculangan                                           |

### Nebendarsteller
| Schauspieler        | Rolle                                   |
| ------------------- | --------------------------------------- |
| Charo Santos-Concio | Matilde „Tindeng“ Asuncion              |
| Cherry Pie Picache  | Ma. Teresa „Marites“ Asuncion-Dimaguiba |
| Christopher de Leon | Ramon Montenegro                        |
| Lito Lapid          | Supremo „Primo“ C. Medina               |
| John Estrada        | Rigor Dimaguiba                         |
| Lorna Tolentino     | Amanda Salonga                          |
| Tommy Abuel         | Don Julio Montenegro                    |
| Irma Adlawan        | Olga Montenegro/Beng                    |
| RK Bagatsing        | Greg Montenegro                         |
| Julio Diaz          | Augustus V. Pacheco                     |